# Niederschlag (Band)
Niederschlag war deutsche NDH-Band aus Hamburg.

## Geschichte
Ihren Ausgangspunkt hat die Band in der ebenfalls aus Hamburg stammenden Gruppe Warpath, für die Gitarrist und Bandgründer Michi aktiv und aus der er den Bassisten Maurer holte. Weitere Mitglieder der Erstbesetzung waren Battermann (als zweiter Bassist), Kanth (Schlagzeug, aber recht zügig gegen Natzky ausgetauscht) und Gork (Gesang). 
Im August 1997 spielte die Band bei Andy Classen das erste Demo Scrotum ein, dem 1999 das zweite Demo Stereo folgte. Zwischenzeitlich ersetzte Miro den ausgestiegenen Sänger Gork.
Mit dem Ausstieg des zweiten Bassisten Battermann im Jahr 2000 hatte die Band den Freiraum, elektronische Elemente in den Sound zu integrieren, und erreichte einen Plattenvertrag bei Moonstorm Records. Dort erschien 2001 das Debütalbum Mehr als sterben....
Aufgrund „musikalischer Differenzen“ erfolgte in der ersten Jahreshälfte 2004 die Auflösung der Band.

## Stil
Der Stil des Debütalbums wurde als „eigenartige Mixtur aus weiter Melancholie und treibender Härte“ beschrieben.

## Diskografie
- 1997: Scrotum (Demo)
- 1999: Stereo (Demo)
- 2001: Mehr als sterben... (Album, Moonstorm Records)